# Aila (Saue)
Pour les articles homonymes, voir Aila.
Aila est un village de la commune de Saue du comté de Harju en Estonie.
Au 31 décembre 2011, il compte 178 habitants.